# Idaea punctivalida
Idaea punctivalida là một loài bướm đêm trong họ Geometridae.